# Nunataki Rozmyslova
Nunataki Rozmyslova är en nunatak i Antarktis. Den ligger i Östantarktis. Australien gör anspråk på området. Toppen på Nunataki Rozmyslova är 1 332 meter över havet.
Terrängen runt Nunataki Rozmyslova är lite kuperad. Trakten är obefolkad. Det finns inga samhällen i närheten.